# (100365) 1995 UE32
(100365) 1995 UE32 es un asteroide perteneciente al cinturón de asteroides, descubierto el 21 de octubre de 1995 por el equipo del Spacewatch desde el Observatorio Nacional de Kitt Peak, Arizona, Estados Unidos.

## Designación y nombre
Designado provisionalmente como 1995 UE32.

## Características orbitales
1995 UE32 está situado a una distancia media del Sol de 2,244 ua, pudiendo alejarse hasta 2,702 ua y acercarse hasta 1,786 ua. Su excentricidad es 0,204 y la inclinación orbital 5,990 grados. Emplea 1228 días en completar una órbita alrededor del Sol.

## Características físicas
La magnitud absoluta de 1995 UE32 es 16,4.